# Аве (Марказі)
Аве (перс. آوه, Âveh), також відоме як Абе або Хаве — місто в сільському окрузі Каре Чай, центральному окрузі округу Савех, провінція Марказі, Іран. За даними перепису 2006 року, його населення становило 3558 осіб, що проживали у складі 843 сімей.

## Історія
Аве згадується кількома середньовічними географами. Якут аль-Хамаві, написавши на початку 1200-х років, описав Аве як невелике містечко, переважно населене шиїтами, що призвело до конфліктів із переважно сунітським містом Савех. У 1300-х роках Хамдалла Муставфі зазначив про міські укріплення та ями для зберігання льоду, а також зазначив, що хліб Аве був відомим як поганий.

## Подальше читання
- Le Strange, Guy (1905). The Lands of the Eastern Caliphate: Mesopotamia, Persia, and Central Asia, from the Moslem Conquest to the Time of Timur. Cambridge: Cambridge University Press. OCLC 458169031.